# Oscar Spielmann
Pour les articles homonymes, voir Spielmann.
Oscar Spielmann ou Oskar Spielmann est un peintre orientaliste tchèque, de la minorité germanophone, né à Brünn (Autriche-Hongrie) en 1901 et mort à Toulon en 1974.

## Biographie
Oscar Spielmann fut élève à l'école des arts décoratifs de Vienne puis aux beaux-arts de Prague sous la direction de Karl Krattner. Il obtint le Prix de Rome du gouvernement tchèque.
De retour d'Italie, il bénéficia d'une bourse de voyage en Allemagne puis en France, à Paris, pour parfaire son éducation artistique. En 1930, à Marseille, un officier de marine de rencontre le convainquit de se rendre en Algérie. Tombé sous le charme du pays, Oscar Spielmann, accompagné de son épouse Eugénie Tchec, peintre également, décida de s'installer définitivement à Alger.
Coloriste distingué, Spielmann s'est également essayé à la gravure, domaine dans lequel il bénéficia des conseils d'Eugène Corneau. 
Il illustra deux ouvrages: les Robaï d'Omar Khayyam (éditions de l'Empire 1947) et le Mari jaloux de Cervantès (traduction Emmanuel Roblès aux éditions Charlot).
Après quinze années de travail sans relâche, en Algérie, au Maroc et en Tunisie, ses efforts et son talent furent récompensés par l'attribution du Grand prix artistique de l'Algérie en 1945.
Sa dernière exposition à Alger date de 1960. 
Après l'indépendance de l'Algérie, on le retrouve enseignant de dessin au lycée El Mokrani à Ben Aknoun. Peu après, il quitte l'Algérie pour Toulon où il finit sa vie.

## Prix et expositions
- 1935 : Alger, galerie du Minaret
- 1945 : lauréat du Grand prix artistique de l'Algérie
- 1951 : Alger, salle Pierre Bordes
- 1960 : Alger, galerie Romanet

## Œuvres
Oscar Spielmann a réalisé en 1960 une immense peinture murale pour l'école para-médicale d'Hussein-Dey.
Œuvres principales conservées au Musée national des beaux-arts d'Alger : Mauresque riant, Place du gouvernement, Vue sur le port d'Alger.
Musée de Brno: Saint Sébastien.
Œuvres exposées aux musées Zabana à Oran et Cirta à Constantine.